# 몰리 산덴
몰리 산덴(Molly Sandén, 1992년 7월 3일 ~ )은 스웨덴의 가수, 성우이다. 2006 주니어 유로비전 송 콘테스트에 스웨덴 대표로 참가했다.

## 음반 목록
- Samma himmel (2009)
- Unchained (2012)
- Större (2018)
- Det bästa kanske inte hänt än (2019)